# Lisciano Niccone
Lisciano Niccone is een gemeente in de Italiaanse provincie Perugia (regio Umbrië) en telt 667 inwoners (31-12-2004). De oppervlakte bedraagt 35,4 km², de bevolkingsdichtheid is 19 inwoners per km².

## Demografie
Lisciano Niccone telt ongeveer 272 huishoudens. Het aantal inwoners daalde in de periode 1991-2001 met 3,5% volgens cijfers uit de tienjaarlijkse volkstellingen van ISTAT.
| Jaar | Inwoneraantal |
| ---- | ------------- |
| 1991 | 694           |
| 2001 | 670           |

## Geografie
De gemeente ligt op ongeveer 314 m boven zeeniveau.
Lisciano Niccone grenst aan de volgende gemeenten: Cortona (AR), Passignano sul Trasimeno, Tuoro sul Trasimeno, Umbertide.